# Prozessorkern
Als Prozessorkern oder auch Rechenkern (englisch core) wird der zentrale Teil eines Rechenwerkes oder eines Mikroprozessors bezeichnet. Viele moderne Prozessoren verfügen über mehrere Rechenkerne (siehe Mehrkernprozessor).

## Komponenten
Ein Prozessorkern besteht wenigstens aus:
- einer arithmetisch-logischen Einheit (ALU, Schaltungsblöcke für logische und Ganzzahl-Operationen)
- den Rechenregistern (Akkumulator und meist weitere)
- den wesentlichen Teilen des Steuerwerkes
  - Adress-Dekoder (Verwalten und ggf. Weiterzählen von Speicheradressen sowie Laden und Speichern von Werten von Speicheradressen in Register bzw. umgekehrt)
  - Instruktions-Dekoder (Verschalten von Registern als Inputs und Outputs mit Funktionsblöcken der ALU, um den aktuellen Befehl durchzuführen).

Optionale Komponenten sind:
- Interrupt-Dekoder
- Cache
- Gleitkommaeinheit
- Memory Management Unit (MMU)
- weitere Mechanismen, die eng mit der inneren Architektur des Prozessors verbunden sind.

Im Allgemeinen werden als nicht-zum-Prozessorkern-gehörend gewertet, selbst wenn sie auf demselben Chip untergebracht sind:
- Festwertspeicher (ROM)
- Arbeitsspeicher (RAM)
- Peripheriegruppen, z. B.
  - Schnittstellen-Bausteine
  - Zeitgeber
  - Watchdog.

## Prozessorfamilien
Ein Prozessorkern ist eine reale Implementierung einer Prozessorarchitektur. Jede Architektur hat einen eigenen Befehlssatz und benötigt einen für sie geeigneten Compiler zur Programmerstellung. Verschiedene Prozessortypen mit weitgehend gleichem Kerndesign werden als eine „Familie“ bezeichnet. Wird ein Prozessordesign nennenswert überarbeitet oder verändert, so entsteht eine neue „Familie“, die fast immer abwärtskompatibel bleibt. Wird die Abwärtskompatibilität aufgegeben, so spricht man i. A. von einer neuen/anderen Prozessorarchitektur.
In der Chip-Entwicklung wird der Prozessorkern als Modul verwendet, das mit anderen Modulen zu einem kompletten Prozessor kombiniert werden kann. Mitunter kann der Prozessorkern verschieden konfiguriert werden, z. B. mit mehr oder weniger Registern, mit oder ohne Gleitpunkteinheit u. ä., wodurch verschiedene Derivate entstehen, die jedoch alle zur selben Architekturfamilie gehören (Beispiel: Die ARM-Architektur wird erheblich konfigurierbar angeboten.) Durch die Trennung zwischen Prozessorkern, Speicher/Cache und (Prozessor-)Peripherie können die Mikroprozessor-Hersteller Varianten anbieten, die um den gleichen Kern unterschiedlich zusammengestellte Peripherien beinhalten oder mit mehr oder weniger (On-Chip-)RAM/ROM-Speichern ausgerüstet sind. Unter Peripherie des Prozessorkerns versteht man zum Beispiel On-Chip-Timer, serielle Schnittstellen, I²C-Bus, CAN-Bus oder A/D-Wandler.
Das jeweilige Design des Prozessorkerns ist im Laufe der Jahre der Prozessorentwicklung eine hochspezialisierte und optimierte Komponente geworden, die spezifisch für eine Herstellerfirma ist und den komplexesten Teil des Prozessors ausmacht.
Prozessorkerne können auch in FPGA-Bausteinen emuliert werden.

## Einzelbelege
1. ↑  Rechenkern – Duden, Bibliographisches Institut; 2016